# Polnische Fußballnationalmannschaft (U-20-Männer)
Die polnische U-20-Fußballnationalmannschaft ist eine Auswahlmannschaft polnischer Fußballspieler. Sie unterliegt dem Polski Związek Piłki Nożnej und repräsentiert ihn international auf U-20-Ebene, etwa in Freundschaftsspielen gegen die Auswahlmannschaften anderer nationaler Verbände oder bei der U-20-Fußball-Weltmeisterschaft.
Die Mannschaft konnte sich bisher für vier WM-Endrunden qualifizieren. Nachdem sie 1979 im Spiel um Platz drei gegen Uruguay im Elfmeterschießen verloren hatte, kam sie 1981 nicht über die Vorrunde hinaus.
1983 folgte der größte Erfolg der Mannschaft, als sie nach einer Halbfinalniederlage gegen den späteren Weltmeister Argentinien Südkorea besiegte und somit Dritter wurde.
2007 verlor sie im Achtelfinale gegen die argentinische Mannschaft, die anschließend erneut Weltmeister wurde.

## Teilnahme an U20-Fußballweltmeisterschaften
| 1977 | nicht qualifiziert |
| 1979 | 4. Platz           |
| 1981 | Vorrunde           |
| 1983 | 3. Platz           |
| 1985 | nicht qualifiziert |
| 1987 | nicht qualifiziert |
| 1989 | nicht qualifiziert |
| 1991 | nicht qualifiziert |
| 1993 | nicht qualifiziert |
| 1995 | nicht qualifiziert |
| 1997 | nicht qualifiziert |
| 1999 | nicht qualifiziert |
| 2001 | nicht qualifiziert |
| 2003 | nicht qualifiziert |
| 2005 | nicht qualifiziert |
| 2007 | Achtelfinale       |
| 2009 | nicht qualifiziert |
| 2011 | nicht qualifiziert |
| 2013 | nicht qualifiziert |
| 2015 | nicht qualifiziert |
| 2017 | nicht qualifiziert |
| 2019 | Achtelfinale       |